# Scuderia Milano
Scuderia Milano je bila talijanska automobilistička momčad, koju su osnovali Arialdo i Emilio Ruggeri. Momčad je u Svjetskom automobilističkom prvenstvu nastupila na šest utrka od 1950. do 1953., uglavnom u Maseratijevim bolidima, a najbolji rezultat su ostvarili na prvoj utrci u Švicarskoj 1950., kada je Felice Bonetto osvojio peto mjesto.